# Fluitconcert nr. 2 (Tómasson)
Haukur Tómasson componeerde zijn Concerto nr. 2 voor fluit en orkest in 2001. De vermaarde fluitiste Sharon Bezaly gaf opdracht voor dit concert. Zij verzorgde ook de première, begeleid door het IJslands Symfonie Orkest.
Het 2e fluitconcert van Haukur heeft een klassiekere opbouw dan zijn eerste. Het concert heeft vijf aparte delen:
1. Calmo
2. Scorrevolle
3. Calmo
4. Scintillante
5. Ardente.

Calmo begint met de opbouw van het werk naar een steeds complexer wordend ritme; dit wordt in deel (2) voortgezet; dit deel lijkt het meest op het 1e fluitconcert; een fladderende fluitist wijkt steeds van het orkest om er dan weer naartoe te trekken. Deel (3) begint mysterieus met lange klanken met oosterse begeleiding in de percussie. Het concert komt hier tot rust. Maar aan het eind van het deel begint het toch weer onrustig te worden. Deel (4) is weer net zo beweeglijk als deel (2) en gaat zonder pauze over in deel (5). Deel (5) is in het begin net zo druk als deel (4), maar komt halverwege steeds meer tot rust. Ook in dit fluitconcert is de fluitist zonder ophouden “aan het woord”.

## Samenstelling orkest
- 3 dwarsfluiten, 3 hobo’s, 2 klarinetten, 3 fagotten (w.o. 1 contrafagot);
- 3 trompetten, 3 trombones, 1 tuba
- percussie (3x), piano, harp en
- strijkers zonder contrabas.

## Bron en discografie
- Uitgave Bis Records; Sharon Bezaly (fluit); IJslands Symfonie Orkest o.l.v. Bernardur Wilkinson.